# Fimbristylis arthrostyloides
Fimbristylis arthrostyloides är en halvgräsart som beskrevs av William Vincent Fitzgerald. Fimbristylis arthrostyloides ingår i släktet Fimbristylis och familjen halvgräs. Inga underarter finns listade i Catalogue of Life.